# Bobal
La Bobal è una varietà di Vitis vinifera, un vitigno a bacca nera usato per la produzione di vino. É nativa di Requena-Utiel, regione della Comunità Valenciana in Spagna 
La presenza di questo vitigno è documentata nella regione sin dal XV secolo nel documento "Espill o llibre de les dones” di Jaume Roig. Il nome deriva dla latino bovale, in riferimento alla forma a testa di toro. 
Viene coltivato prevalentemente nell'Utiel-Requena DOP dove rappresenta circa l'80% delle viti rosse coltivate, ed è presente anche in quantità significative a Valencia, a Cuenca e ad Albacete..
In altre regioni della Spagna può essere trovata solo in piccole quantità, tra cui a: La Manchuela (Castilla–La Mancha), vigneti selezioni a Ribera del Guadiana, Alicante, Murcia, Campo de Borja, Calatayud, Cariñena, Valdejalón. Nel 2015 c'erano 61.524 ettari in Spagna, rendendo il Bobal la seconda varietà di uva rossa in Spagna. Piccole quantità crescono anche nel Rossiglione (sud della Francia) e in Sardegna (Italia).